# Pavillon de Breteuil
Il Pavillon de Breteuil è un palazzo che si trova a Sèvres, in Francia, vicino a Parigi. Fu inaugurato da Luigi XIV nel 1672. Si trova all'interno del parco del Château de Saint-Cloud che fu distrutto nel 1870.
Dal 1875 è sede del Bureau International des Poids et Mesures (Ufficio internazionale dei pesi e delle misure). Da un accordo del 1969 con il governo francese è considerato territorio internazionale, è quindi un'enclave.